# Merak (Indonésie)
Pour les articles homonymes, voir Merak.
Merak est une ville d'Indonésie sur la côte occidentale de l'île de Java, dans la province de Banten.
Administrativement, elle fait partie de la kota de Cilegon.

## Histoire
Merak a été entièrement rasée par l'éruption du Krakatoa en 1883.

## Économie et transport
Merak est le point d'embarquement des ferrys pour le port de Bakauheni, de l'autre côté du détroit de la Sonde, sur la côte sud de l'île de Sumatra.
Merak a donc un rôle vital dans le trafic entre les deux principales îles de l'Indonésie. Toutefois, l'ancienneté des navires et la pauvreté des infrastructures limitent l'efficacité du port.
Merak est situé dans une importante zone d'industries pétrochimiques, où on compte plus de 40 usines. En 2007, Shell a annoncé un projet d'agrandissement de son port à Merak avec la construction d'un stockage pétrolier.

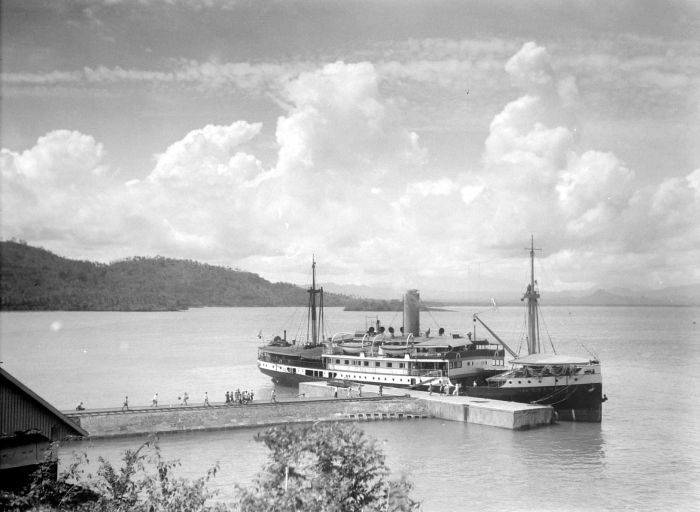
Le port de Merak en 1932
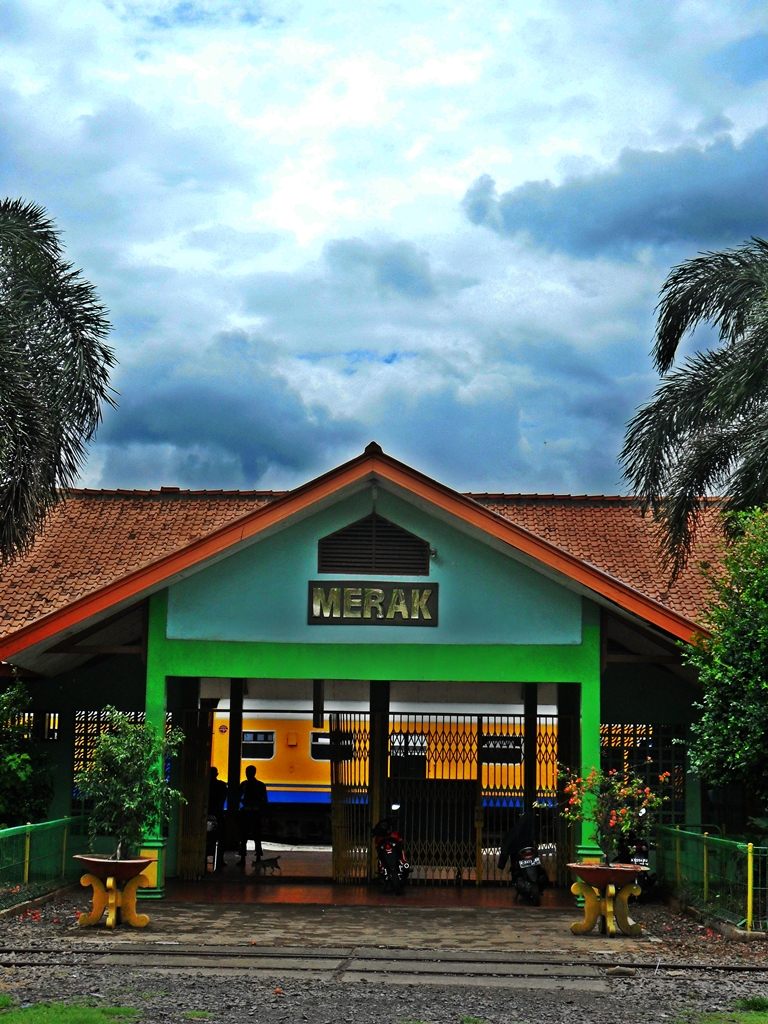
La gare de Merak
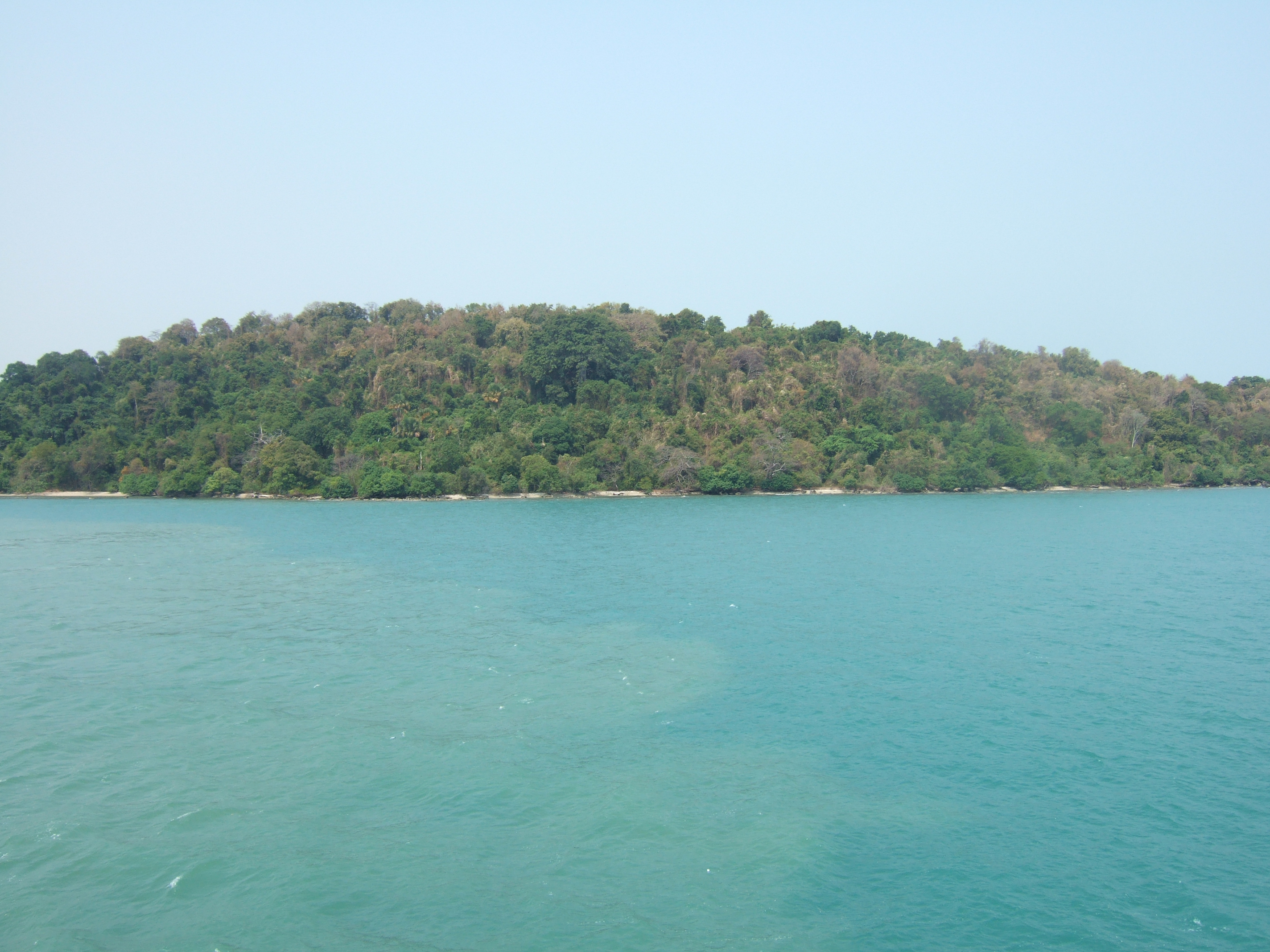
L'île de Merak Besar en face de Merak